# 安德魯·熙爾
安德魯·詹姆士·熙爾 PC MP（1979年5月20日—），又譯謝爾或希爾，加拿大政治人物，現任眾議院反對黨首席議員。他曾於2025年5月至8月暫代官方反對黨領袖，以及在2017年至2020年擔任聯邦保守黨黨魁和反對黨領袖。他自2004年起擔任眾議院沙斯卡寸旺省利載拿—卡佩爾選區議員，曾於2011年至2015年間擔任眾議院議長，就任時年僅32歲，為眾議院史上最年輕的議長。

## 早年及個人生活
熙爾生於安大略省渥太華，母親瑪莉為一名護士，父親詹姆斯則為一名圖書管理員和校對員，並為天主教渥太華總教區的一名執事 。熙爾中學畢業後到渥太華大學修讀歷史和政治學，期間曾於眾議院議長辦公室見習。他結識了來自薩克其萬省利載拿的吉爾·賴恩（Jill Ryan）後於2002年遷至該市，於里贾纳大學繼續學業並取得文學士學位。他一度在保險公司工作，其後出任眾議院利載拿—林士頓—湖泊中心選區（Regina—Lumsden—Lake Centre）議員拉利·史賓沙（Larry Spencer）的選區辦公室秘書。
他於2003年與吉爾結婚，兩人共育有五名子女。

## 政治生涯
熙爾於2004年加拿大聯邦大選首度代表保守黨出戰利載拿—卡佩爾選區，並以861票之差壓倒參求連任的新民主黨候選人羅恩·奈斯特倫（Lorne Nystrom），首次晉身眾議院。兩人於2006年聯邦大選再度交鋒，熙爾以2740之差再次獲勝。熙爾並於該屆眾議院獲任為全體委員會助理副主席。
他於2008年聯邦大選順利連任，其後獲任為眾議院副議長和全體委員會主席。
保守黨於2011年聯邦大選贏取多數政府地位，而連任眾議員的熙爾則被視為眾議院議長熱門人選。同年6月2日，熙爾經過六輪投票後當選眾議院議長，成為眾議院歷來最年輕的議長以及首位代表沙省選區的議長。
加拿大政府於2014年3月因克里米亞併入俄羅斯聯邦而向俄國實施制裁和禁足令，俄羅斯政府遂於同月宣佈禁止包括熙爾在内的13名加拿大人入境。
熙爾於2015年聯邦大選連任眾議員，但保守黨則於該屆大選落敗，黨魁哈珀遂宣布辭職。熙爾隨後獲保守黨署理黨魁羅娜·安布羅斯委任為眾議院反對黨領袖，但於2016年9月13日辭去該職，以便他準備競逐保守黨黨魁職務。他於同月28日正式宣布角逐黨魁，並表示他已獲保守黨黨團中的32人支持。在2017年5月27日舉行的保守黨黨魁選舉，熙爾和卞聶爾（Maxime Bernier）在第13輪投票交鋒，最終熙爾以50.95%得票當選黨魁。
2019年加拿大联邦大选竞选期间，熙尔被加拿大媒体爆出其持有美国国籍，原因是其父亲是美国人，所以熙尔和他的兄弟姊妹自出生起便自动拥有美国国籍，熙尔的发言人Brock Harrison证实了这一消息，但他同时声明熙尔在成为保守党领袖后便决定放弃美国国籍，而熙尔本人已于2019年8月向美国政府申请放弃美国国籍，目前正在等待美国驻加拿大大使馆的确认。
2019年12月12日，熙尔宣布将辞去保守党党魁一职，但是会留任到选举出新的保守党领袖为止。
2022年他支持博勵治競選2022年加拿大保守黨黨魁選舉，最終助其勝選。2022年9月13日，保守黨黨魁博勵治任命熙爾為反對黨首席議員。
2025年5月6日，因博勵治在4月的大選中失去其議席，使熙爾被保守黨黨團選為代理官方反對黨領袖。

## 政治立場
熙爾在社會議題上傾向保守，因此被視為藍色托里派（Blue Tory）。然而，為了拓闊其受眾層面，他於競逐保守黨黨魁期間低調處理該些社會議題；他強烈主張的立場包括取消碳排放徵稅和加重打擊罪案。
- 墮胎：熙爾反對墮胎[29]，但表示他尊重保守黨目前有關墮胎的政綱[30]。該政綱為：「保守黨政府不會支持任何規管墮胎的法規」[註 1]，但該黨容許黨員在表決相關議題時自由投票[30]。

- 家庭事務：熙爾承諾新生嬰兒的家長領取由就業保險金系統所提供的生育和育兒津貼時將豁免徵收聯邦入息税，並提高該些家長收取津貼時可從職場領取的入息上限[31]。

- 財政：熙爾承諾豁免徵收家居暖氣的聯邦貨勞稅或統一銷售稅、減低向企業徵稅、以及向私校和家校學童的家長提供稅務優惠[32]。

- 言論自由：熙爾承諾取消向「不在校園内培育言論自由文化」的大專院校提供聯邦政府撥款[33]。

- 大麻合法化：熙爾並不支持大麻合法化，但亦表示自由黨政府通過大麻合法化議案後，他不會重開此項議題[34]。

- 安樂死：熙爾於2016年在眾議院表決C-14號法案時投反對票；該法案容許精神上有能力且處於持續和不能忍受的痛苦中的成年人，在死亡是“合理預見”的情況下由醫學從業員協助自殺[35][36]。

- 難民：熙爾傾向優先協助最弱勢的難民，如在中東因從伊斯蘭教改信基督教而面臨逼害的教徒[33]。

- 同性婚姻：熙爾於2004年聯邦大選競選期間表明反對同性婚姻[37]；而眾議院於2005年通過同性婚姻後，他於2006年投票支持一項有關重開婚姻定義議題的動議[36]。熙爾後來表示他不會就此議題重啓辯論[30]。

### 对华政策
2017年加拿大保守党党魁竞选期间，熙尔公开表示反对同中国签署自由贸易协定。
2018年孟晚舟在温哥华国际机场被捕后，熙尔表示加拿大应退出亚投行，且加拿大政府应该将孟晚舟引渡至美国。在华为问题上熙尔表示加拿大应该全面禁止华为参与加拿大5G建设，并且建议全面禁止中国国有企业在加拿大投资。

## 選舉歷史
| 年度 | 選舉屆數               | 選區           | 所屬政黨     | 得票數 | 得票率 | 當選標記 | 備註 |
| ---- | ---------------------- | -------------- | ------------ | ------ | ------ | -------- | ---- |
| 2004 | 第三十八屆國會議員選舉 | 利載拿－卡佩爾 | 加拿大保守黨 | 10,012 | 35.8%  |          |      |
| 2006 | 第三十九屆國會議員選舉 | 利載拿－卡佩爾 | 加拿大保守黨 | 12,753 | 41.3%  |          |      |
| 2008 | 第四十屆國會議員選舉   | 利載拿－卡佩爾 | 加拿大保守黨 | 14,068 | 51.7%  |          |      |
| 2011 | 第四十一屆國會議員選舉 | 利載拿－卡佩爾 | 加拿大保守黨 | 15,896 | 53.5%  |          |      |
| 2015 | 第四十二屆國會議員選舉 | 利載拿－卡佩爾 | 加拿大保守黨 | 16,486 | 44.7%  |          |      |
| 2019 | 第四十三屆國會議員選舉 | 利載拿－卡佩爾 | 加拿大保守黨 | 24,463 | 63.1%  |          |      |
| 2021 | 第四十四屆國會議員選舉 | 利載拿－卡佩爾 | 加拿大保守黨 | 20,400 | 61.9%  |          |      |
| 2025 | 第四十五屆國會議員選舉 | 利載拿－卡佩爾 | 加拿大保守黨 | 27,024 | 64.0%  |          |      |